# Kia Sorento
Kia Sorento er en SUV-model fra sydkoreanske Kia. Modellen blev introduceret i 2002, og fik et facelift i 2007.
Motorudvalget omfatter 2,4-3,8 L benzinmotorer og 2,5 L dieselmotorer.
| Model      | Cylindre | Ventiler | Slagvolume | Effekt / omdr.          | Moment / omdr. |
| Motorer    | Motorer  | Motorer  | Motorer    | Motorer                 | Motorer        |
| ---------- | -------- | -------- | ---------- | ----------------------- | -------------- |
| 2.4 benzin | 4        | 16       | 2.351 cm³  | 102 kW (139 hk) / 5.500 | 192 Nm / 2.500 |
| 3.3 benzin | 6        | 24       | 3.342 cm³  | 182 kW (247 hk) / 6.000 | 307 Nm / 4.500 |
| 3.5 benzin | 6        | 24       | 3.497 cm³  | 144 kW (196 hk) / 5.500 | 294 Nm / 3.000 |
| 3.8 benzin | 6        | 24       | 3.778 cm³  | 196 kW (266 hk) / 6.000 | 353 Nm / 4.500 |
| 2.5 CRDi   | 4        | 16       | 2.497 cm³  | 103 kW (140 hk) / 3.800 | 343 Nm / 1.850 |
| 2.5 CRDi   | 4        | 16       | 2.497 cm³  | 125 kW (170 hk) / 3.800 | 392 Nm / 2.000 |

- Wikimedia Commons har flere filer relateret til Kia Sorento

| Stub | Spire Denne bilrelaterede artikel er en spire som bør udbygges. Du er velkommen til at hjælpe Wikipedia ved at udvide den. |